# Richard Billinger
Richard Billinger, född 20 juli 1890 i Sankt Marienkirchen bei Schärding, död 7 juni 1965 i Linz, var en österrikisk poet och dramatiker.
Billinger härstammade från en gammal bondesläkt och skrev såväl lyrik, dramatik och epik, ofta med landsbygdsmotiv. Han språk var fyllt av dialektala ord och påverkat av hans katolska tro. Bland Billingers verk märks diktsamlingarna Über die Äcker (1923, ny utvidgad upplaga 1929 under titeln Gedichte, en tredje utvidgad upplaga 1931 under titeln Sichel am Himmel), Der Pfeil im Wappen (1933), Die Nachtwache (1935) och Holder Morgen (1942), skådespelen Reise nach Ursprung (1932), Lob des Landes (1933), Stille Gäste (1934), Die Häxe von Passau (1935), Der Gigant (1937), Am hohen Meer (1939), Melusinne (1942) och Die Fuchsfalle (1942), romanerna Das Schutzengelhaus (1934), Lehen aus Gottes Hand (1935), Das verschenkte Leben (1937) och Triumph des Gottes (1940).
1932 fick Richard Billinger Kleistpriset tillsammans med Else Lasker-Schüler. Han fick det för dramat Rauhnacht (1931; Vildnatt, 1951).

## På svenska
- Marmor och törne, bidrag till en diktantologi i tolkning av Johannes Edfelt (Bonniers, 1949)
- Vildnatt, en radioversion av pjäsen Rauhnacht i svensk bearbetning av Bertil Malmberg med inledning av Ragnar Oldberg (Radiotjänsts teaterbibliotek, 1951)